# Nadodrze (czasopismo)
Nadodrze – dwutygodnik literacki i społeczno-kulturalny wydawany w Zielonej Górze w latach 1957–1989.

## Historia
„Nadodrze” powstało w roku 1957. Początkowo było wydawane jako jednodniówka powtarzalna, potem miesięcznik, półmiesięcznik, aż wreszcie dwutygodnik. Na początku ukazywało się w nakładzie dwóch tys. egzemplarzy, potem nakład osiągnął 12 tys. egzemplarzy.
Pismo zostało stworzone przez Lubuskie Towarzystwo Kultury, które również powstało w 1957 roku. Z założenia pismo było otwarte na różnorodną tematykę, której spoiwem miała być ziemia lubuska. Przez ponad trzy dekady dwutygodnik spełniał funkcję integrującą elity Gorzowa Wielkopolskiego i Zielonej Góry, łącząc je pod tą wspólną ideą. Drukowano eseje historyczne omawiające trudne początku polskiego osadnictwa 1945 r., dominowała w nim tematyka regionalna z dyskusjami na temat „lubuskiego modelu kultury”, „lubuskiej drogi do uniwersytetu”, Lubuskiego Lata Filmowego, wystaw i sympozjów „Złotego Grona”. W ocenie Alfreda Siateckiego, który sam był dziennikarzem „Nadodrza”, mocną stroną pisma była historia, szczególnie przeszłość regionu, słabszą – tematyka społeczna i polityczna. Redakcja „Nadodrza” przyznawała doroczną nagrodę lubuskiej „Winiarki”.
Publikowano także fragmenty twórczości autorstwa lubuskich literatów. Pismo pełniło więc rolę trybuny literackiej Środkowego Nadodrza, gdyż na jego łamach większość autorów wierszy i opowiadań publikowała po raz pierwszy.
Dwutygodnik przestał być wydawany w 1990 w okresie transformacji ustrojowej. Wprowadzenie mechanizmów rynkowych do prasy po 1989, rosnące szybko inflacja i koszty druku zmusiły Zielonogórskie Wydawnictwo Prasowe do zawieszenia wydawania „Nadodrza”. W istocie jednak ZWP było częścią wydawnictwa RSW „Prasa-Książka-Ruch”, które z dniem 6 kwietnia 1990 r. zostało postawione w stan likwidacji.
W latach 2000–2003 nastąpiła próba wznowienia pisma pod nazwą „Lubuskie Nadodrze”, którego wydawcą był Zielonogórski Ośrodek Kultury.

## Redaktorzy naczelni
Redaktorami naczelnymi byli:
- Tadeusz Jasiński (1928–1992)[10], 1959
- Bolesław Soliński (1923–1991), 1959–1976[4][11][12]
- Witold Niedźwiecki (1929–2005), maj 1976 – wrzesień 1978
- Tadeusz Kajan (właściwie Kazimierz Jankowski, 1937–1990), wrzesień 1978 – sierpień 1980
- Janusz Koniusz (ur. 1934), wrzesień 1980 – 1990[13]

Od 1959 do końca istnienia pisma sekretarzem redakcji był Wiesław Nodzyński (1930–2006) (ojciec historyka Tomasza Nodzyńskiego).
Oryginały niektórych numerów (do 1983 r.) są dostępne przez internet w Zielonogórskiej Bibliotece Cyfrowej.